# Cap Bon-Ami

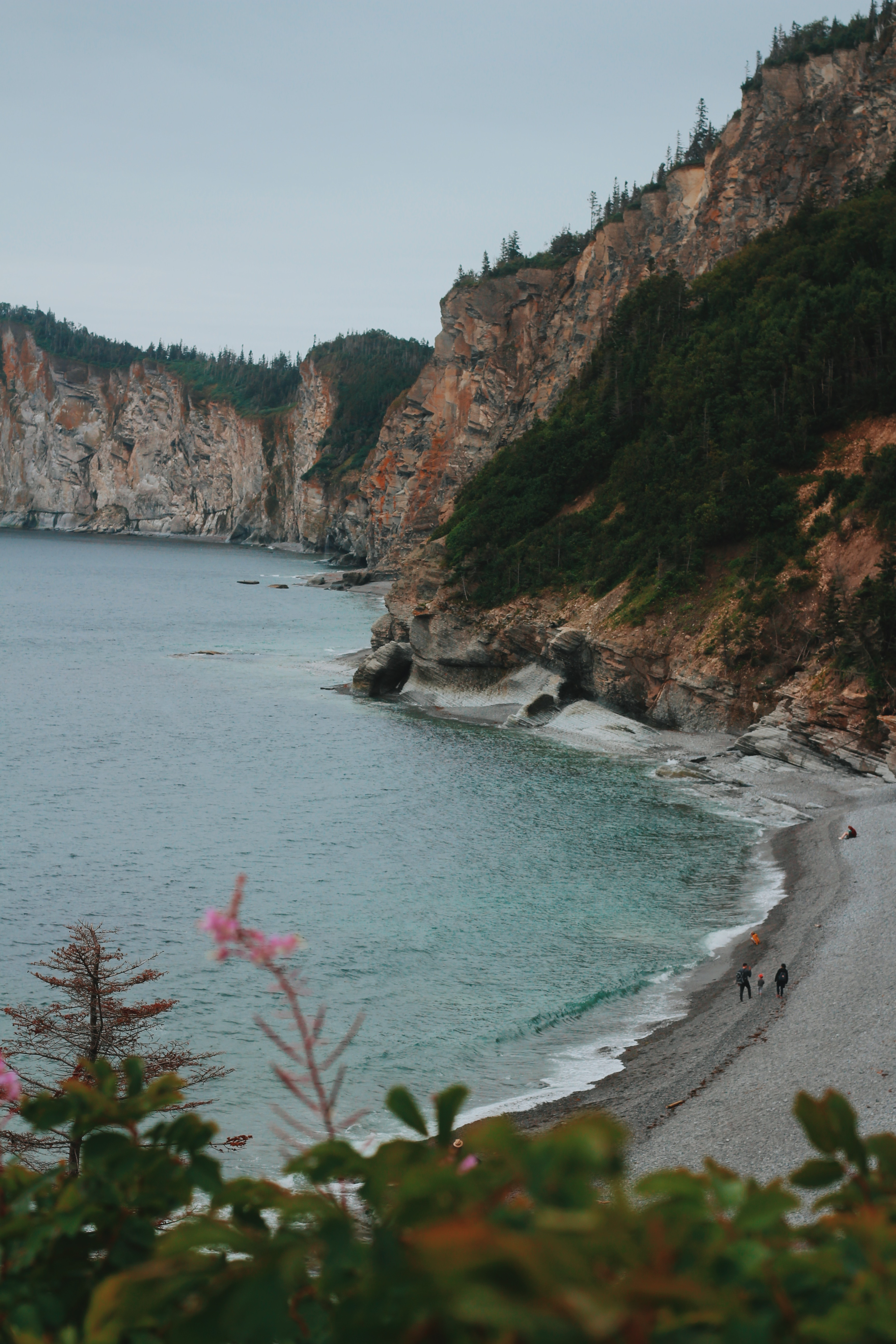
Vue du belvédère du Cap Bon Ami situé au parc national Forillon

Le cap Bon-Ami est un cap situé du côté nord de la péninsule de Forillon, à l'est de la Gaspésie dans la province canadienne de Québec.

## Histoire
Il a été le théâtre d'un écrasement d'avion le 24 juillet 1948. Un Dakota de la Rimouski Airlines s'y est écrasé dans le brouillard faisant 29 morts, tous les occupants de l'avion. Il s'agit du premier écrasement d'un avion de transport au Québec.